# 刘庆强
刘庆强（1957年8月—），男，安徽芜湖人，祖籍江苏南京，中华人民共和国政治人物。

## 生平
毕业于安徽大学哲学系毕业。2001年10月，任阜阳市委副书记、代市长，2002年1月，任市长。因阜阳劣质奶粉事件被行政记大过处分。2005年10月，改任安徽省环境保护局局长。2010年1月，任安徽省环境保护厅巡视员。